# Argentina en la clasificación de Conmebol para la Copa Mundial de Fútbol de 2022
La Selección de fútbol de Argentina fue uno de los diez equipos nacionales que participó en la clasificación de Conmebol para la Copa del Mundo, en la que se definieron los representantes de Conmebol para la Copa Mundial de la FIFA 2022 que se desarrolló en Catar.
La etapa preliminar —también denominada Eliminatorias— se disputó en América del Sur desde octubre de 2020 hasta marzo de 2022. Originalmente estaba pactado comenzar en marzo de 2020 y culminar en noviembre de 2021, pero la FIFA debió posponer el inicio y reprogramar el calendario debido a la pandemia por COVID-19.
La Albiceleste logró clasificarse a Catar 2022 el 16 de noviembre de 2021, a falta de cuatro partidos por disputar —y a la espera del fallo de la FIFA por el partido suspendido en Brasil—. Tras empatar 0:0 con Brasil en San Juan, y la victoria de Ecuador por sobre Chile, el equipo de Lionel Scaloni logró su clasificación más temprana de la historia a una Copa Mundial de la FIFA.

## Sistema de juego
El sistema de juego de las eliminatorias consistirá por séptima ocasión consecutiva, en enfrentamientos de ida y vuelta todos contra todos, con un total 18 jornadas.
Luego de 5 ediciones con los partidos ya designados, la Conmebol sorteó el calendario de partidos, en la Ciudad de Luque, Paraguay, el 17 de diciembre de 2019.
Los primeros cuatro puestos accederán de manera directa a la Copa Mundial de Fútbol de 2022. La selección que logre el quinto puesto disputará una serie eliminatoria a dos partidos de ida y vuelta ante el equipo nacional de otra confederación.

## Sedes
| Sedes en Argentina · Córdoba Buenos Aires Santiago del Estero San Juan | Sedes en Argentina · Córdoba Buenos Aires Santiago del Estero San Juan | Sgo. del Estero         | San Juan                  |
| ---------------------------------------------------------------------- | ---------------------------------------------------------------------- | ----------------------- | ------------------------- |
| Sedes en Argentina · Córdoba Buenos Aires Santiago del Estero San Juan | Sedes en Argentina · Córdoba Buenos Aires Santiago del Estero San Juan | Único Madre de Ciudades | San Juan del Bicentenario |
| Sedes en Argentina · Córdoba Buenos Aires Santiago del Estero San Juan | Sedes en Argentina · Córdoba Buenos Aires Santiago del Estero San Juan | Capacidad: 30 000       | Capacidad: 25 286         |
| Sedes en Argentina · Córdoba Buenos Aires Santiago del Estero San Juan | Sedes en Argentina · Córdoba Buenos Aires Santiago del Estero San Juan |                         |                           |
| Sedes en Argentina · Córdoba Buenos Aires Santiago del Estero San Juan | Sedes en Argentina · Córdoba Buenos Aires Santiago del Estero San Juan | Córdoba                 |                           |
| Sedes en Argentina · Córdoba Buenos Aires Santiago del Estero San Juan | Sedes en Argentina · Córdoba Buenos Aires Santiago del Estero San Juan | Mario Alberto Kempes    |                           |
| Sedes en Argentina · Córdoba Buenos Aires Santiago del Estero San Juan | Sedes en Argentina · Córdoba Buenos Aires Santiago del Estero San Juan | Capacidad: 57 000       |                           |
| Sedes en Argentina · Córdoba Buenos Aires Santiago del Estero San Juan | Sedes en Argentina · Córdoba Buenos Aires Santiago del Estero San Juan |                         |                           |
| Sedes en Buenos Aires · Estadio Monumental La Bombonera                | Sedes en Buenos Aires · Estadio Monumental La Bombonera                | Buenos Aires            | Buenos Aires              |
| Sedes en Buenos Aires · Estadio Monumental La Bombonera                | Sedes en Buenos Aires · Estadio Monumental La Bombonera                | La Bombonera            | Monumental                |
| Sedes en Buenos Aires · Estadio Monumental La Bombonera                | Sedes en Buenos Aires · Estadio Monumental La Bombonera                | Capacidad: 54 000       | Capacidad: 72 054         |
| Sedes en Buenos Aires · Estadio Monumental La Bombonera                | Sedes en Buenos Aires · Estadio Monumental La Bombonera                |                         |                           |

## Preparación

### Preparación para las eliminatorias

#### Eliminación de Rusia 2018 y renuncia de Jorge Sampaoli

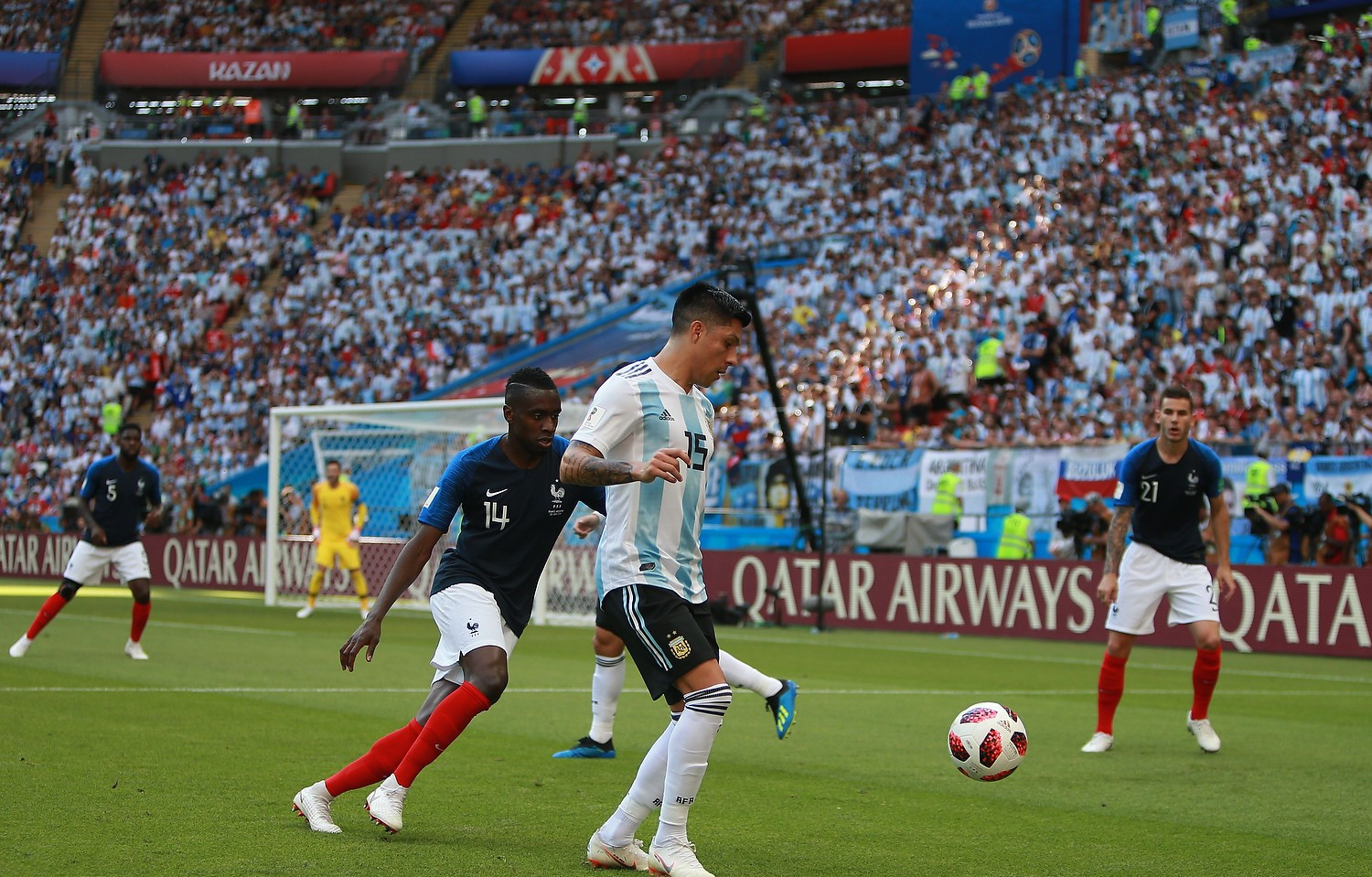
Argentina se enfrente a Francia por los octavos de final de Rusia 2018.

Tras la mediocre actuación del equipo argentino en la Copa Mundial de Fútbol de 2018, donde tras superar por los pelos la fase de grupos, fue eliminado en Octavos de final por Francia, mostrando nivel de juego colectivo muy pobre. Jorge Sampaoli y su cuerpo técnico renunciaron a su cargo por pedido de la Asociación del Fútbol Argentino, acordando recibir una indemnización de más de un millón y medio de dólares, ya que su contrato aclaraba que sería entrenador hasta el Mundial 2022.
La eliminación del torneo concluyó también con la despedida de dos referentes del equipo como Javier Mascherano, quién fue capitán del equipo en el Mundial 2010, y Lucas Biglia. Además de poner en duda la futura convocatoria de varios jugadores históricos.

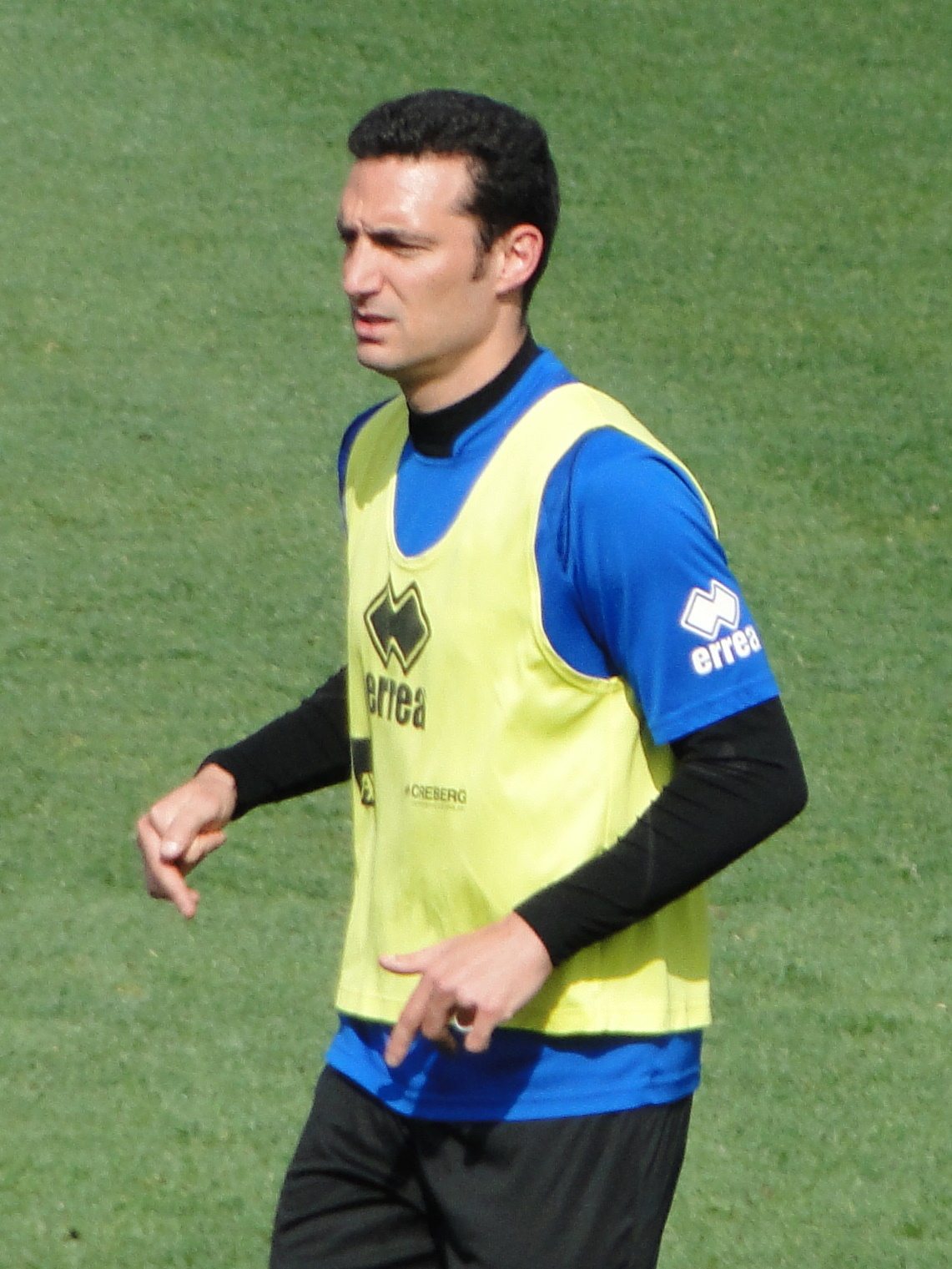
Lionel Scaloni en 2014, antes de retirarse del fútbol profesional

El 2 de agosto de 2018, uno de los pocos ayudantes de Sampaoli que permaneció en la selección, Lionel Scaloni, exfutbolista que participó con el seleccionado en la Copa Mundial de Fútbol de 2006, fue designado entrenador interino de la selección hasta diciembre de 2018, junto a Pablo Aimar, quien también disputó los mundiales del 2002 y 2006, y sería su ayudante de campo. Posteriormente se uniría Walter Samuel, zaguero que disputó los mundiales de 2002 y 2010.

#### Lionel Scaloni como entrenador interino
Me dolió mucho lo que pasó en el Mundial. Porque no hay respeto. Ahora ponen a Scaloni. Scaloni es un gran muchacho pero no puede dirigir ni el tráfico. ¡Cómo le vamos a dar la selección argentina a Scaloni! ¿Estamos todos locos? Con toda la gente que pasó, que le rompieron la dentadura y la cabeza… ¿Vos ponés a Scaloni? Y Scaloni dice “yo estoy preparado”. Pero si nunca te vi hacer un gol para Argentina.
Diego Maradona

Scaloni fue blanco de críticas por los medios y por personalidades del fútbol argentino debido a su casi nula experiencia como entrenador, habiendo apenas dirigido un puñado de partidos de la selección argentina sub-20, y su no muy conocida trayectoria como futbolista.
Argentina se enfrentó en el mes de septiembre a las selecciones de Guatemala y Colombia en Estados Unidos. Scaloni se decidió por convocar varios jugadores que habían sido dejados de lado por el entrenador anterior. Entre ellos se encontraban: Lautaro Martínez, Exequiel Palacios, Leandro Paredes, Giovani Lo Celso, Walter Kannemann, Gonzalo Martínez, Paulo Dybala, Ángel Correa, entre otros.
Tras golear a Guatemala y empatar sin goles antes Colombia. Hizo aclarar que no había ningún tipo de conflicto con el jugador Paulo Dybala, luego de que se rumoreara por medio del hermano y representante del jugador, que este había sido suplente por una disputa con el joven entrenador.

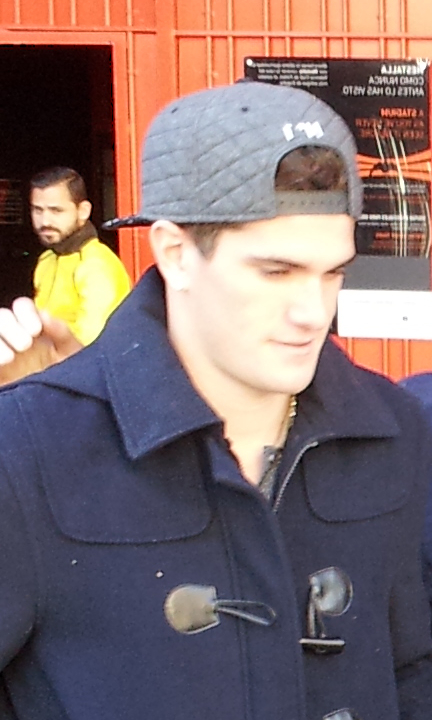
Rodrigo de Paul, debutó en la selección, de la mano de Lionel Scaloni.

En el mes de octubre, Argentina, con un plantel similar al del mes pasado, incluyendo nuevos nombres como Juan Foyth y Rodrigo de Paul, sumado al regreso de Roberto Pereyra y Nicolás Otamendi, se enfrentó a las selecciones de Irak y Brasil en Arabia Saudita. Ganando por goleada ante el conjunto asiático y cayendo por la mínima diferencia ante los brasileños.
En el mes de noviembre, Argentina disputó dos encuentros amistosos como local frente a la selección de México, los estadios Mario Alberto Kempes de Córdoba, y Malvinas Argentinas de Mendoza fueron las sedes de los partidos. Argentina ganó ambos partidos por dos goles a cero. Sorpresivamente, Scaloni y su cuerpo técnico fueron oficializados para seguir en su puesto hasta la Copa América 2019.

#### Oficialización de Scaloni como entrenador
A pesar de que se rumoreasen nombres como Pep Guardiola, Mauricio Pochettino, Diego Simeone, Marcelo Gallardo o incluso un regreso de Gerardo Martino. Scaloni fue designado como nuevo entrenador para la Copa América 2019, y dando la posibilidad de extender su contrato en caso de conseguir un buen papel en el torneo. Scaloni volvió a ser fuertemente criticado por su falta de experiencia como entrenador, acusándosele de no estar en capacidad de dirigir una selección como la argentina. A su vez como se confirmaba el regreso de Lionel Messi a la selección para el 2019.
Para el mes de marzo, La Argentina disputaría dos amistosos frente a las selecciones de la República Checa y Venezuela. Luego de que se cancelara el encuentro ante los checos, Marruecos fue elegido para enfrentar en un partido amistoso.
Argentina se enfrentó ante Venezuela en Madrid, que aún con Lionel Messi en cancha, cayó 3-1 ante los venezolanos, Scaloni fue duramente criticado por decidirse a colocar una línea de cinco defensores, muy poco sólida, que para el final del primer tiempo, logró que Venezuela se pusiera dos goles arriba. Para la segunda mitad, Lautaro Martínez descontó para los argentinos, pero la alegría no duraría mucho, cuando Josef Martínez convirtió de penal y selló el resultado, 3-1 a favor de Venezuela contra una Argentina fuerte en ataque, pero débil en defensa.

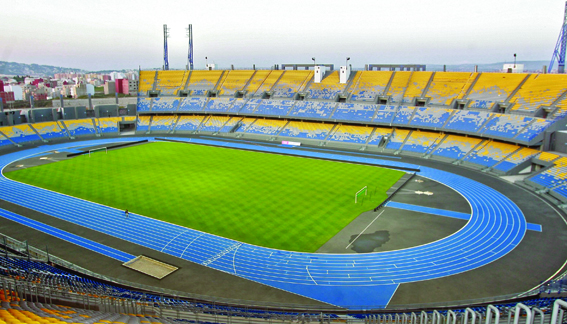
El Estadio de Tánger, sede del partido amistoso entre Argentina y Marruecos.

Sin Lionel Messi, ni Gonzalo Martínez, que fueron desafectados por lesión, Argentina se enfrentó a Marruecos en Tánger. Con nombres distintos en el once inicial, Argentina jugó ante los marroquíes, un mejor partido en cuanto a defensa, pero decayendo en la generación de juego. En un partido marcado por las fuertes ráfagas de viento de más de 50 km/h que afectó significativamente al juego de los dos equipos, Argentina logró convertir por medio de una acción individual de Ángel Correa, el único gol del partido. Dejando una victoria como visitante a los argentinos, pero sin dejar una buena imagen.

#### Copa América 2019
Para junio del 2019, Argentina debía enfrentar a la selección de Nicaragua, como amistoso de preparación para la Copa América 2019.
Argentina venció a Nicaragua por 5-1, gracias a los dobletes de Lionel Messi y Lautaro Martínez, además de Roberto Pereyra, quien también convirtió un gol. Scaloni volvió a convocar a dos históricos para disputar el torneo: Sergio Agüero y Ángel Di María, que no vestían la camiseta argentina desde Rusia 2018.

Once inicial de Argentina en su debut en la Copa América 2019.

La Argentina de Scaloni, inició el grupo B con una dura derrota ante la Colombia de James Rodríguez en Salvador de Bahía, tras sobrevivir a un primer tiempo que fue ampliamente dominado por los colombianos, al ingreso de Rodrigo de Paul atudó a que el equipo argentino se comenzara a acercarse al arco colombiano. Pero en una de las pocas ocasiones de Colombia en el segundo tiempo, Roger Martínez, convirtió un golazo, tras una espectacular asistencia de James Rodríguez. Pocos minutos después, Duván Zapata convirtió de cabeza el segundo gol colombiano, tras un centro de Jefferson Lerma, aprovechando la adelantada defensa argentina que buscaba empatar desesperadamente el partido.
Con cuatro caras nuevas en el equipo inicial, Argentina se enfrentó a Paraguay en Belo Horizonte. En el primer tiempo, por medio de un contraataque, Miguel Almirón superó a Paredes y Pereyra, lanzó un centro, que Richard Sánchez convirtió en gol, luego de que De Paul le perdiera la marca y este ingresara solo al área argentina. En el segundo tiempo, Messi convirtió de penal el empate, luego de que el VAR lo otorgara por una mano en el área del jugador paraguayo Iván Piris. Pero pocos minutos después, Otamendi le cometió un penal a Derlis González. El mismo jugador se encargó de patear el penal, que Franco Armani pudo detener. Argentina nuevamente con problemas de generación de juego, empató ante Paraguay, y se veía obligada a vencer a Catar en la tercera fecha del grupo, para sí clasificar a los cuartos de final.
Argentina se enfrentó en Porto Alegre, a una selección catarí que no opuso mucha resistencia, y que Argentina pudo vencer sin muchos problemas por 2-0, con goles de Lautaro Martínez y Sergio Agüero; quedándose con el segundo lugar del grupo B, y teniendo que enfrentar a Venezuela en cuartos de final.
El equipo argentino viajó a Río de Janeiro para enfrentar a los venezolanos en el Estadio Maracaná. Argentina logró un buen primer tiempo, en el cual con un gol de Lautaro Martínez se puso arriba 1-0 y dejando una buena impresión. En la segunda mitad, la selección venezolana en busca de empatar comenzó a crecer, pero el equipo argentino pudo liquidar el partido, con gol de Giovani Lo Celso, que había ingresado como suplente. El partido finalizó 2-0 y el equipo de Scaloni ahora debía enfrentar a la selección de Brasil en Belo Horizonte.

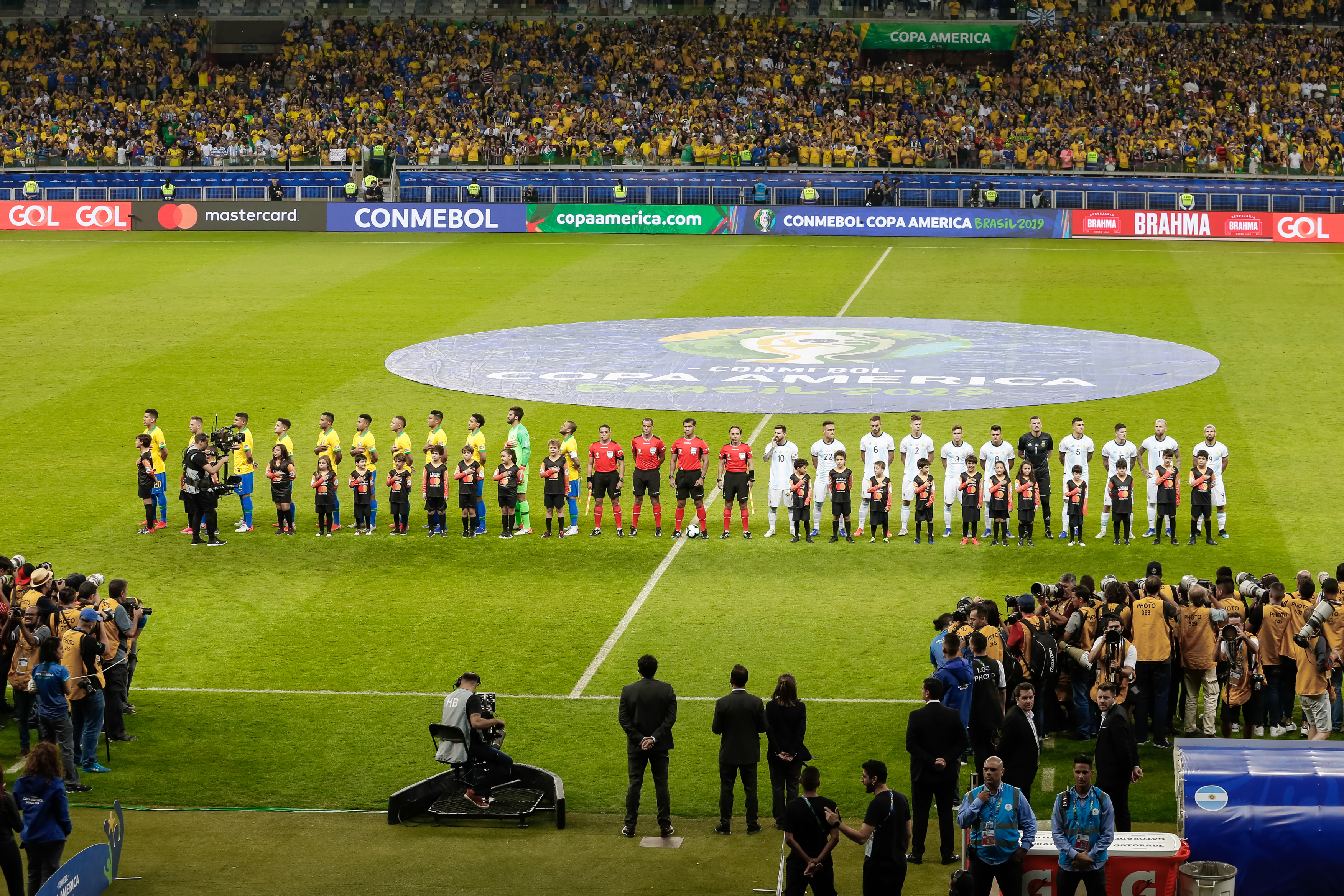
Selecciones de Argentina y Brasil antes del partido.

Argentina viajó a Belo Horizonte, para enfrentar a los brasileños en las semifinales del torneo. En un partido marcado por múltiples polémicas arbitrales, Argentina cayó por 2-0 en un partido que supo acomodarse, llegando a tener dos remates de Lionel Messi y Rodrigo de Paul que impactaron en el palo, pero decayendo ante la eficacia de los brasileños, que con goles de Gabriel Jesus y Roberto Firmino, accedieron a la final. El partido fue blanco de controversia luego de que el segundo gol de Brasil no fuese sido revisado por el VAR, por una aparente falta previa de Dani Alves sobre Sergio Agüero, dentro de su área, antes del contrataque que culminó con el gol brasileño, la cual hubiese significado la anulación del gol, y un penalti para los argentinos. Pocos minutos después, una nueva aparente falta en el área se produjo, de Arthur Melo sobre Nicolás Otamendi, la cual el árbitro no vio, y el VAR no llamó para su comprobación. Argentina debió jugar el partido por el tercer puesto frente a Chile que venía de ser goleado por Perú.
Argentina se impuso ante Chile por 2-1, el partido quedó marcado por la expulsión de Lionel Messi a los 37' del primer tiempo con el partido a favor por 2 a 0, tras protagonizar un altercado con el jugador Gary Medel, quien también fue expulsado. Esta sería su segunda expulsión en su carrera profesional (la primera había sido en el año 2005, en un partido amistoso entre Argentina y Hungría) El partido finalizó con goles de Agüero y Dybala, y de Arturo Vidal por medio de un penal para el equipo chileno. Con la medalla de bronce, la AFA hizo pública la renovación de Scaloni y su cuerpo técnico para las eliminatorias y para la eventual Copa Mundial de Fútbol a celebrarse en Catar.

#### Amistosos previos a las eliminatorias

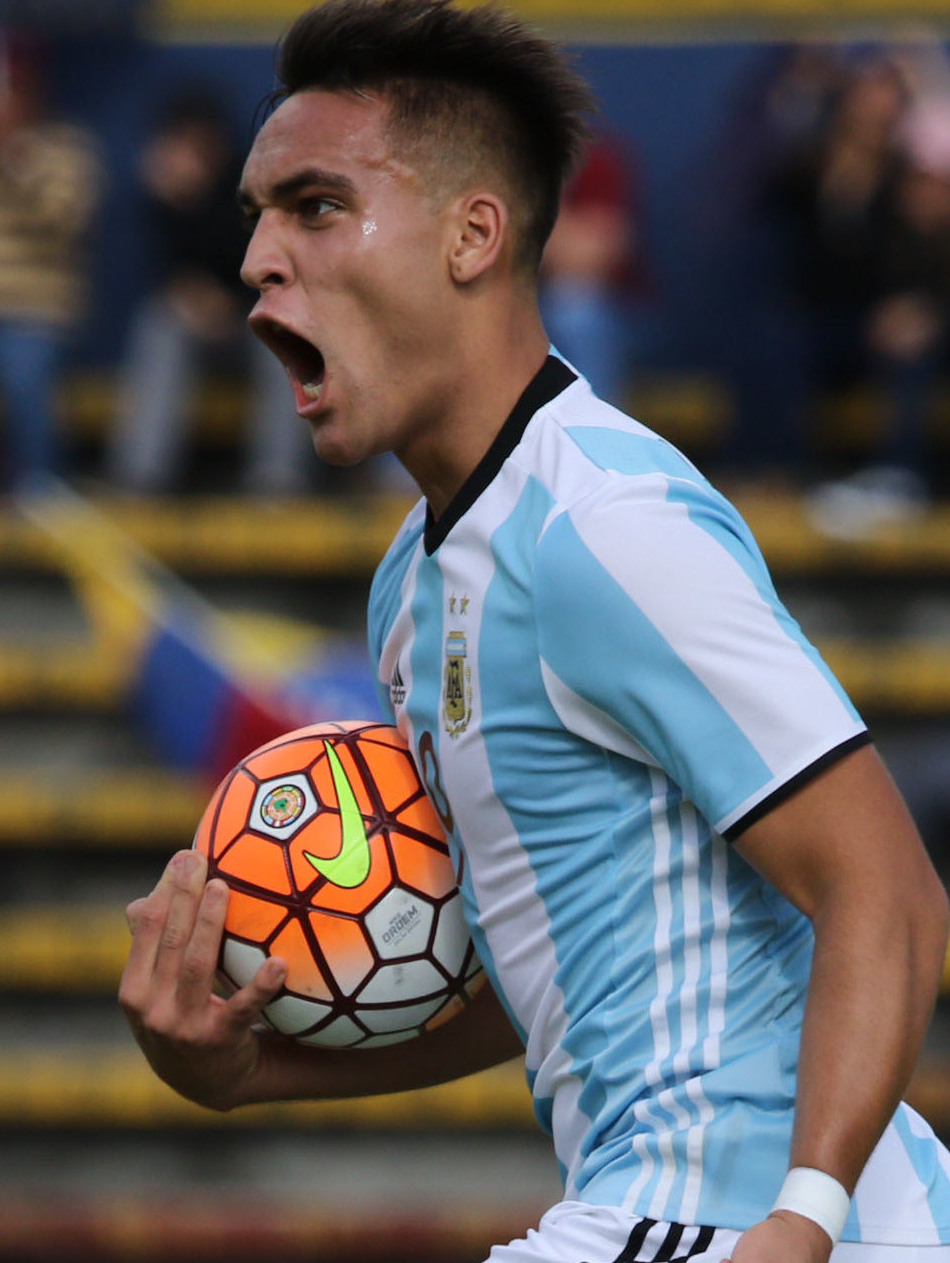
Lautaro Martínez anotó contra México, su primer triplete con la selección argentina.

Luego de quedar en el tercer puesto de la Copa América 2019, Argentina se preparó con seis encuentros amistosos para las eliminatorias. Los primeros dos fueron en el mes de septiembre en los Estados Unidos, fue empate sin goles ante la selección de Chile en Los Ángeles, y una apabullante goleada por 4-0 ante la selección de México, que venía de ganar la Copa de Oro de la Concacaf 2019. Lautaro Martínez, que se había ganado la titularidad durante la Copa América, convirtió un hat-trick, en menos de 45 minutos, antes de que fuera sustituido tras finalizar el primer tiempo.
Para el mes de octubre, la AFA acordó una gira por Europa, jugando contra la selección de Alemania en Dortmund, culminando con un empate a dos goles, en un encuentro en que ninguna de las dos selecciones utilizó su equipo titular. Los goles argentinos fueron anotados por Lucas Alario y Lucas Ocampos. El segundo partido fue ante la selección de Ecuador, en Elche. Culminó en una goleada de 6 a 1 a favor de la Argentina, convirtieron Lucas Alario, Jhon Espinoza (en contra), Leandro Paredes, Germán Pezzella, Nicolás Domínguez y Lucas Ocampos.
Para cerrar el año 2019, Argentina se enfrentó a sus dos clásicos rivales, las selecciones de Brasil y Uruguay, los partidos fueron disputados en Arabia Saudita e Israel, la Argentina pudo tomarse su revancha ante la selección brasileña, ganándole por 1 a 0 con un gol de Messi, que convirtió de rebote cuando Alisson Becker le atajó un penal. Contra Uruguay fue un partido más complicado, siendo un rival que era dominado pero muy efectivo con las pocas chances de ataque que tenía. El clásico rioplatense terminó 2-2 con goles de Agüero y Messi para los argentinos y de Cavani y Luis Suárez para los uruguayos.

## Tabla de posiciones
| Pos. | Selección | Pts. | PJ | PG | PE | PP | GF | GC | Dif. |
| ---- | --------- | ---- | -- | -- | -- | -- | -- | -- | ---- |
| 1.   | Brasil    | 45   | 17 | 14 | 3  | 0  | 40 | 5  | 35   |
| 2.   | Argentina | 39   | 17 | 11 | 6  | 0  | 27 | 8  | 19   |
| 3.   | Uruguay   | 28   | 18 | 8  | 4  | 6  | 22 | 22 | 0    |
| 4.   | Ecuador   | 26   | 18 | 7  | 5  | 6  | 27 | 19 | 8    |
| 5.   | Perú      | 24   | 18 | 7  | 3  | 8  | 19 | 22 | −3   |
| 6.   | Colombia  | 23   | 18 | 5  | 8  | 5  | 20 | 19 | 1    |
| 7.   | Chile     | 19   | 18 | 5  | 4  | 9  | 19 | 26 | −7   |
| 8.   | Paraguay  | 16   | 18 | 3  | 7  | 8  | 12 | 26 | −14  |
| 9.   | Bolivia   | 15   | 18 | 4  | 3  | 11 | 23 | 42 | −19  |
| 10.  | Venezuela | 10   | 18 | 3  | 1  | 14 | 14 | 34 | −20  |

| L\V                  | Bandera de Argentina | Bandera de Bolivia | Bandera de Brasil | Bandera de Chile | Bandera de Colombia | Bandera de Ecuador | Bandera de Paraguay | Bandera de Perú | Bandera de Uruguay | Bandera de Venezuela |
| Bandera de Argentina |                      | 3:0                | 0:0               | 1:1              | 1:0                 | 1:0                | 1:1                 | 1:0             | 3:0                | 3:0                  |
| Bandera de Bolivia   | 1:2                  |                    | 0:4               | 2:3              | 1:1                 | 2:3                | 4:0                 | 1:0             | 3:0                | 3:1                  |
| Bandera de Brasil    | :                    | 5:0                |                   | 4:0              | 1:0                 | 2:0                | 4:0                 | 2:0             | 4:1                | 1:0                  |
| Bandera de Chile     | 1:2                  | 1:1                | 0:1               |                  | 2:2                 | 0:2                | 2:0                 | 2:0             | 0:2                | 3:0                  |
| Bandera de Colombia  | 2:2                  | 3:0                | 0:0               | 3:1              |                     | 0:0                | 0:0                 | 0:1             | 0:3                | 3:0                  |
| Bandera de Ecuador   | 1:1                  | 3:0                | 1:1               | 0:0              | 6:1                 |                    | 2:0                 | 1:2             | 4:2                | 1:0                  |
| Bandera de Paraguay  | 0:0                  | 2:2                | 0:2               | 0:1              | 1:1                 | 3:1                |                     | 2:2             | 0:1                | 2:1                  |
| Bandera de Perú      | 0:2                  | 3:0                | 2:4               | 2:0              | 0:3                 | 1:1                | 2:0                 |                 | 1:1                | 1:0                  |
| Bandera de Uruguay   | 0:1                  | 4:2                | 0:2               | 2:1              | 0:0                 | 1:0                | 0:0                 | 1:0             |                    | 4:1                  |
| Bandera de Venezuela | 1:3                  | 4:1                | 1:3               | 2:1              | 0:1                 | 2:1                | 0:1                 | 1:2             | 0:0                |                      |

|  | Clasificación directa a la Copa Mundial de Fútbol de 2022. |
|  | Clasificación a la Repesca Intercontinental.               |

### Evolución de posiciones
| País / Fecha | 1   | 2   | 3   | 4   | 5   | 6   | 7   | 8   | 9   | 10  | 11  | 12  | 13  | 14  | 15  | 16  | 17  | 18  |
| ------------ | --- | --- | --- | --- | --- | --- | --- | --- | --- | --- | --- | --- | --- | --- | --- | --- | --- | --- |
| Argentina    | 4.º | 2.º | 2.º | 2.º | 2.º | 2.º | 2.º | 2.º | 2.º | 2.º | 2.º | 2.º | 2.º | 2.º | 2.º | 2.º | 2.º | 2.º |
| Resultado    | G   | G   | E   | G   | E   | E   | G   | S   | G   | E   | G   | G   | G   | E   | G   | G   | G   | E   |

### Puntos obtenidos contra cada selección durante las eliminatorias
| vs.       | Bandera de Bolivia | Bandera de Brasil | Bandera de Chile | Bandera de Colombia | Bandera de Ecuador | Bandera de Paraguay | Bandera de Perú | Bandera de Uruguay | Bandera de Venezuela | Total |
| --------- | ------------------ | ----------------- | ---------------- | ------------------- | ------------------ | ------------------- | --------------- | ------------------ | -------------------- | ----- |
| Local     | 3                  | 1                 | 1                | 3                   | 3                  | 1                   | 3               | 3                  | 3                    | 21    |
| Visitante | 3                  | -                 | 3                | 1                   | 1                  | 1                   | 3               | 3                  | 3                    | 18    |
| Total     | 6                  | 1                 | 4                | 4                   | 4                  | 2                   | 6               | 6                  | 6                    | 39    |

### Efectividad
| País / Efectividad | Local  | Visitante | Total  |
| ------------------ | ------ | --------- | ------ |
| Brasil             | 100%   | 77.78%    | 88.24% |
| Argentina          | 77.78% | 75%       | 76.47% |
| Uruguay            | 62.96% | 40.74%    | 51.85% |
| Ecuador            | 66.67% | 29.63%    | 48.15% |
| Perú               | 51.85% | 37.04%    | 44.44% |
| Colombia           | 48.15% | 37.04%    | 42.59% |
| Chile              | 40.74% | 29.63%    | 35.19% |
| Paraguay           | 37.04% | 22.22%    | 29.63% |
| Bolivia            | 48.15% | 7.41%     | 27.78% |
| Venezuela          | 37.04% | 0%        | 18.52% |

## Partidos
- Las horas indicadas corresponden al huso horario local de la ciudad sede de cada partido.

### Partidos
| Fecha                   | Lugar               | Jornada |           | Resultado  |           |
| ----------------------- | ------------------- | ------- | --------- | ---------- | --------- |
| 8 de octubre de 2020    | Buenos Aires        | 1       | Argentina | 1:0 (1:0)  | Ecuador   |
| 13 de octubre de 2020   | La Paz              | 2       | Bolivia   | 1:2 (1:1)  | Argentina |
| 12 de noviembre de 2020 | Buenos Aires        | 3       | Argentina | 1:1 (1:1)  | Paraguay  |
| 17 de noviembre de 2020 | Lima                | 4       | Perú      | 0:2 (0:2)  | Argentina |
| 3 de junio de 2021      | Santiago del Estero | 7       | Argentina | 1:1 (1:1)  | Chile     |
| 8 de junio de 2021      | Barranquilla        | 8       | Colombia  | 2:2 (0:2)  | Argentina |
| 2 de septiembre de 2021 | Caracas             | 9       | Venezuela | 1:3 (0:1)  | Argentina |
| 5 de septiembre de 2021 | São Paulo           | 6       | Brasil    | Suspendido | Argentina |
| 9 de septiembre de 2021 | Buenos Aires        | 10      | Argentina | 3:0 (1:0)  | Bolivia   |
| 7 de octubre de 2021    | Asunción            | 11      | Paraguay  | 0:0        | Argentina |
| 10 de octubre de 2021   | Buenos Aires        | 5       | Argentina | 3:0 (2:0)  | Uruguay   |
| 14 de octubre de 2021   | Buenos Aires        | 12      | Argentina | 1:0 (1:0)  | Perú      |
| 12 de noviembre de 2021 | Montevideo          | 13      | Uruguay   | 0:1 (0:1)  | Argentina |
| 16 de noviembre de 2021 | San Juan            | 14      | Argentina | 0:0        | Brasil    |
| 27 de enero de 2022     | Calama              | 15      | Chile     | 1:2 (1:2)  | Argentina |
| 1 de febrero de 2022    | Córdoba             | 16      | Argentina | 1:0 (1:0)  | Colombia  |
| 25 de marzo de 2022     | Buenos Aires        | 17      | Argentina | 3:0 (1:0)  | Venezuela |
| 29 de marzo de 2022     | Guayaquil           | 18      | Ecuador   | 1:1 (0:1)  | Argentina |

### Detalle de partidos
El inicio de las eliminatorias estaba pactado para la el mes de marzo de 2020, pero la creciente pandemia de COVID-19 en América del Sur y el resto del mundo obligó a la FIFA a suspender las eliminatorias y partidos internacionales, así también la UEFA suspendió los octavos de final de la Liga de Campeones de la UEFA 2019-20, la Conmebol suspendió la fase de grupos de la Copa Libertadores 2020 y la Copa América 2020 que iba a disputarse en Argentina y Colombia, finalmente la AFA suspendió el fútbol local en todas sus categorías.
La fecha FIFA de septiembre fue suspendida en todas las confederaciones con excepción de la UEFA, asiendo que Argentina deba debutar en las eliminatorias contra Ecuador y Bolivia en el mes de octubre.

#### Jornada 1 - Argentina vs. Ecuador
Argentina designó a La Bombonera, como sede para el debut contra la selección de Ecuador, dirigida por el ex director técnico de Boca Juniors, Gustavo Alfaro. El partido que inició en la noche del 8 de octubre sin público por las restricciones del Gobierno argentino para controlar la pandemia en el país, fue uno donde el equipo local no brilló pero sí le alcanzó para vencer a los ecuatorianos con un gol de penal del capitán, Lionel Messi, luego de que un defensor ecuatoriano cometiera una falta en el área sobre el jugador Lucas Ocampos a pocos minutos de iniciado el partido. El resto del partido no tuvo grandes chances de cambiar el marcador, con el equipo argentino dominando pero sin ser contundente y el equipo ecuatoriano rezagado cerca de su arco tratando de conseguir algún contraataque sin éxito. El partido finalizó por 1-0, y el conjunto de Scaloni partió hacia Bolivia para disputar la segunda jornada.
| 8 de octubre de 2020, 21:30 (UTC-3) | Argentina        | 1:0 (1:0) | Ecuador | La Bombonera, Buenos Aires                                                 |                                                                            |
|                                     | Messi 13' (pen.) | Reporte   |         | Asistencia: Sin espectadores Árbitro(s): Roberto Tobar VAR: Cristian Garay | Asistencia: Sin espectadores Árbitro(s): Roberto Tobar VAR: Cristian Garay |

| Uniformes | Uniformes |
| --------- | --------- |
|           |           |

#### Jornada 2 - Bolivia vs. Argentina
En la segunda fecha, fue como visitante ante la selección de Bolivia en la ciudad de La Paz, conocida por estar a aproximadamente 3600 m s. n. m., produciendo dificultad para respirar, mareos y dolor de cabeza a los jugadores no acostumbrados a estas condiciones geográficas. El partido fue disputado en el Estadio Hernando Siles, sede habitual de la selección boliviana. El partido inició con el equipo argentino notablemente más calmado y no tan ofensivo, en el primer tiempo, el goleador boliviano, Marcelo Martins convirtió de cabeza el primer gol del partido, su quinto gol ante la selección argentina en su carrera profesional. La Argentina a pesar del gol boliviano pudo crecer, consiguiendo un remate de Leandro Paredes que se estrelló en el palo, y para el final del primer tiempo, el empate, luego de que un defensor boliviano intentara reventar una pelota que rebotó en Lautaro Martínez, metiéndose dentro del arco. El segundo tiempo fue de los argentinos, los bolivianos que se sintieron imposibilitados de llegar al arco de Franco Armani, empezaron a conformarse con el empate, hasta que luego de una jugada entre Lionel Messi y Lautaro Martínez, Joaquín Correa recibió la pelota y fusiló el arco de Carlos Lampe, poniendo el partido 2-1 a favor de Argentina. Esta sería la primera victoria argentina ante Bolivia en La Paz desde el año 2005, cuando ganó 2-1 con Lionel Scaloni en cancha como jugador. La Argentina finalizó las primeras dos fechas en segundo lugar, con puntaje perfecto pero con menor diferencia de gol que Brasil, que finalizó puntero.
| 13 de octubre de 2020, 16:00 (UTC-4) | Bolivia    | 1:2 (1:1) | Argentina                 | Estadio Hernando Siles, La Paz                                           |                                                                          |
|                                      | Moreno 24' | Reporte   | Martínez 45' · Correa 79' | Asistencia: Sin espectadores Árbitro(s): Diego Haro VAR: Víctor Carrillo | Asistencia: Sin espectadores Árbitro(s): Diego Haro VAR: Víctor Carrillo |

| Uniformes | Uniformes |
| --------- | --------- |
|           |           |

#### Jornada 3 - Argentina vs. Paraguay
La Bombonera fue elegida nuevamente como sede, esta vez para el enfrentamiento como local ante Paraguay, Scaloni debió de prescindir de Nicolás Tagliafico y Marcos Acuña por lesiones, por lo que se eligió de forma improvisada al delatero Nicolás González, surgido de Argentinos Juniors, para jugar como lateral izquierdo. El partido inició con un penal provocado por Lucas Martínez Quarta sobre Miguel Almirón; que posteriormente Ángel Romero cambió por gol. Minutos después del gol, Exequiel Palacios debió salir lesionado luego de que Ángel Romero lo golpeara duramente en la espalda con la rodilla, a pesar de esto, el árbitro Raphael Claus no expulsó ni amonestó al jugador paraguayo. Poco antes de terminar el primer tiempo, Nicolás González convirtió de cabeza, para empatar el partido, gracias a un tiro de esquina de Giovani Lo Celso. El segundo tiempo fue controlado por los de Scaloni, pero sin conseguir convertir. A los 57' del partido, un gol de Messi que recibió una asistencia de Lo Celso fue anulado por medio del VAR, el cual detectó una falta previa argentina antes del gol. El partido que no tuvo mayores incidencias culminó con empate a un gol.
| 12 de noviembre de 2020, 21:00 (UTC-3) | Argentina    | 1:1 (1:1) | Paraguay             | La Bombonera, Buenos Aires                                              |                                                                         |
|                                        | González 41' | Reporte   | Á. Romero 22' (pen.) | Asistencia: Sin espectadores Árbitro(s): Raphael Claus VAR: Bruno Arleu | Asistencia: Sin espectadores Árbitro(s): Raphael Claus VAR: Bruno Arleu |

| Uniformes | Uniformes |
| --------- | --------- |
|           |           |

#### Jornada 4 - Perú vs. Argentina
La selección argentina viajó a la ciudad de Lima para enfrentar a su homónimo peruano, Perú que contaba con Ricardo Gareca como entrenador, arrastraba una muy mala racha de resultados, consiguiendo tan sólo un punto, producto de un empate y dos derrotas. La Argentina, que ya contaba nuevamente con Nicolás Tagliafico, dominó tácticamente a los peruanos en la totalidad del partido, consiguiendo sin muchos problemas el primer gol en el primer tiempo, después de un desborde de Giovani Lo Celso que tocó la pelota para que Nicolás González (jugando como volante) abriera el marcador. Diez minutos después, Leandro Paredes lanzó un pase largo que fue recibido por Lautaro Martínez, quien eludió al arquero Pedro Gallese y puso el 0-2 en 28 minutos. Perú cerró la primera mitad casi sin generar peligro, salvo por un ataque de Christian Cueva, que recibió un pase largo y tras chocar con Franco Armani, el VAR llamó a revisión por un posible penal, que igualmente el árbitro colombiano, Wilmar Roldán, decidió no cobrar tras la revisión. En el segundo tiempo, el equipo local decidido a acortar la diferencia salió a presionar pero fue decayendo con el pasar de los minutos, Scaloni se decidió por jugar de contragolpe, generando un muy buen juego y varias ocasiones de peligro para Perú pero sin llegar a convertir el tercer gol. Con este resultado, la Argentina cerró el año con 10 puntos y en segunda posición, de la cual no se volvería a mover hasta finalizar el torneo de clasificación.
| 17 de noviembre de 2020, 19:30 (UTC-5) | Perú | 0:2 (0:2) | Argentina                   | Estadio Nacional, Lima                                                   |                                                                          |
|                                        |      | Reporte   | González 17' · Martínez 28' | Asistencia: Sin espectadores Árbitro(s): Wilmar Roldán VAR: Andrés Rojas | Asistencia: Sin espectadores Árbitro(s): Wilmar Roldán VAR: Andrés Rojas |

| Uniformes | Uniformes |
| --------- | --------- |
|           |           |

#### Jornada 7 - Argentina vs. Chile
Con el inicio del año 2021, las fechas 5 y 6 que debían ser disputadas ante las selecciones de Uruguay y Brasil fueron suspendidas por la Conmebol, debido a la negativa de las ligas europeas de ceder jugadores a las selecciones nacionales por una nueva expansión de la pandemia de COVID-19, Por lo que ambos encuentros fueron trasladados sin fechas confirmadas. El torneo se reinició en el mes de junio, días antes de la Copa América 2021, que se le designó repentinamente a Brasil como sede, luego de que se rechazara a Colombia por los disturbios ocurridos en varias ciudades tras el rechazo popular a reformas tributarias propuestas por el gobierno. Y a Argentina, debido al gran aumento de casos de COVID-19 diarios en el país. La jornada 7 entre Argentina y Chile fue disputado en el recientemente inaugurado Estadio Único Madre de Ciudades de la ciudad de Santiago del Estero, ubicado en el norte de la Argentina.

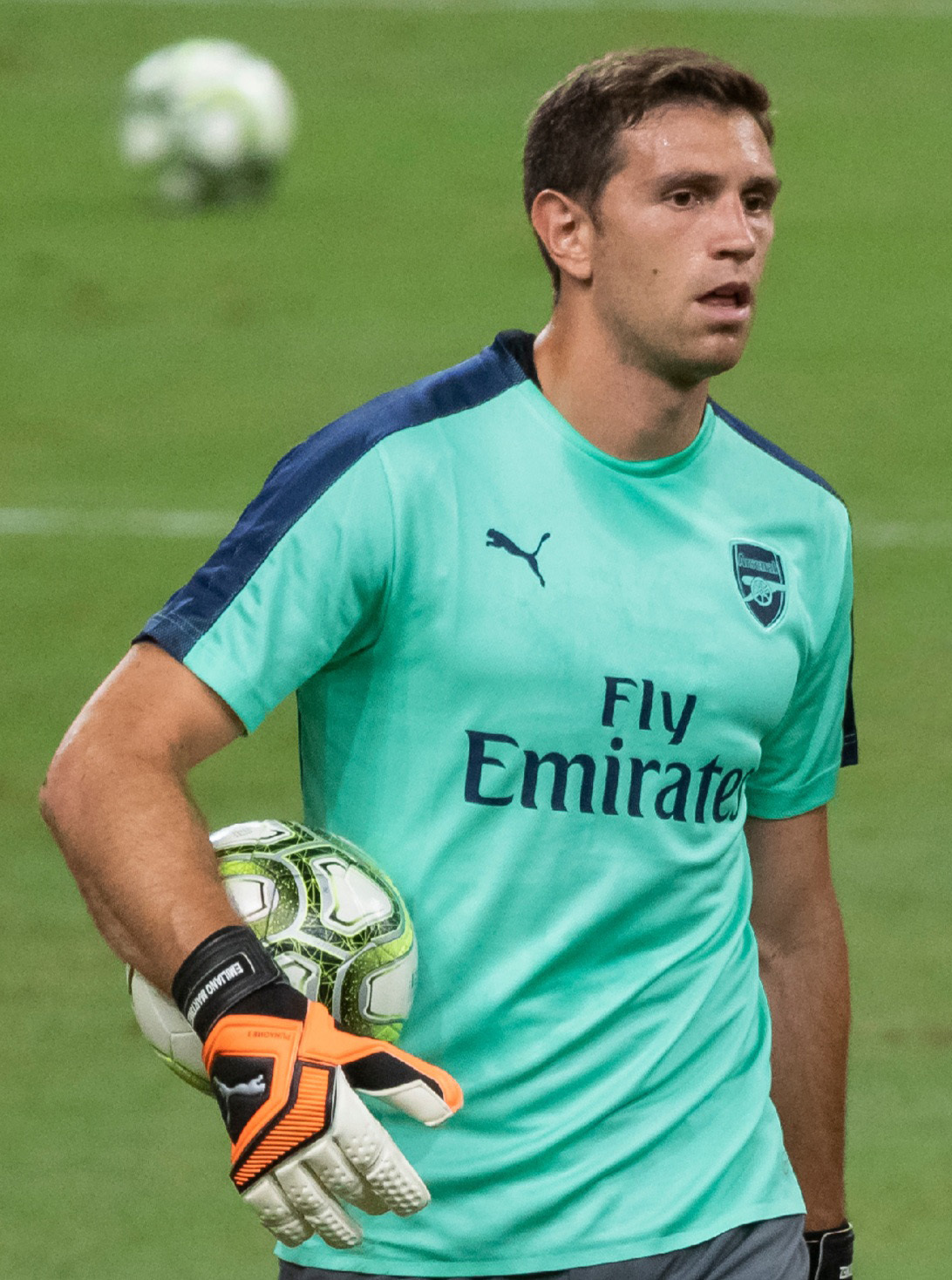
Emiliano Martínez debutó ante Chile en Santiago del Estero.

La noche santiagueña acogió el debut de Emiliano Martínez en el arco argentino, de Cristian Romero en la defensa y de Julián Álvarez en área ofensiva, el partido fue manejado por Argentina pero sin llegar a jugar relajado por un equipo chileno que buscaba atacar de contraataque con Alexis Sánchez y Eduardo Vargas. A los 24' Lautaro Martínez fue derribado en el área por Guillermo Maripán haciendo que el árbitro cobre penal que posteriormente fue anotado por Messi. Luego del gol, ambos equipos se quedaron sin grandes chances de gol, hasta que tras una jugada de pelota parada, Alexis Sánchez recibió un pase hacia atrás de Gary Medel y sólo tuvo que empujar la pelota dentro del arco para empatar el partido. El resto del encuentro fue discreto por parte de los equipos, salvo dos tiros libres de Messi que fueron evitados por una gran atajada de Claudio Bravo y por el travesaño respectivamente. El partido finalizó en empate a un gol y el equipo argentino que no demostró un buen nivel frente a los chilenos, se dirigió a Barranquilla para enfrentar en condición de visitante a Colombia.
| 3 de junio de 2021, 21:00 (UTC-3) | Argentina        | 1:1 (1:1) | Chile       | Estadio Único, Santiago del Estero                                             |                                                                                |
|                                   | Messi 24' (pen.) | Reporte   | Sánchez 36' | Asistencia: Sin espectadores Árbitro(s): Jesús Valenzuela VAR: Leodán González | Asistencia: Sin espectadores Árbitro(s): Jesús Valenzuela VAR: Leodán González |

| Uniformes | Uniformes |
| --------- | --------- |
|           |           |

#### Jornada 8 - Colombia vs. Argentina
Argentina llegó a la ciudad de Barranquilla para enfrenter a Colombia, conocida por sus condiciones climáticas tropicales, el partido inició en el Estadio Metropolitano Roberto Meléndez a las 18 horas (hora local) con un temprano gol de cabeza de Cristian Romero que recibió un centro de pelota parada de Rodrigo de Paul a los tres minutos del primer tiempo. Poco después, Leandro Paredes consiguió un rebote en el área rival y tras gambetear a dos defensores colombianos quedó sólo frente a David Ospina para aumentar la diferencia a dos goles, dejando a la selección local dirigida por Reinaldo Rueda notablemente confundida y perdida, cayendo por dos a cero en menos de diez minutos de partido. La Argentina se manejaba cómoda y rápidamente con la pelota mientras que el equipo local no reaccionaba, antes de finalizar el primer tiempo, Emiliano Martínez salió lesionado tras golpear su cabeza con el suelo después de caer en un choque con Yerry Mina, por lo que Agustín Marchesín ingresó en su reemplazo. Para el segundo tiempo, Rueda hizo tres sustituciones para buscar responder ante Argentina, sumado al ingreso de Luis Muriel en el primer tiempo. Tras los cambios, poco a poco se comenzó a inclinar la balanza a favor de los locales, que se acercaban lentamente al descuento. Lo lograrían por medio de un penal provocado por Nicolás Otamendi y posteriormente pateado por Muriel. El equipo de Scaloni lentamente esperaba el final del partido encerrándose cerca de su arco, mientras que Colombia crecía y buscaba empatar como sea. Los esfuerzos argentinos por mantener el resultado fueron en vano, cuando en la última jugada del partido, un error de Juan Foyth, quien perdió la posesión de la pelota en campo propio, terminó en un gol de cabeza de Miguel Borja. El empate dejó a la Argentina con un mal sabor de boca, empatando un partido en el cual podría haber goleado si aprovechaba sus oportunidades. Con este empate, Argentina cerró la fecha en segunda posición con doce puntos. Tras finalizar el partido, el equipo partió a Río de Janeiro para enfrentar nuevamente a Chile, pero por el grupo A de la Copa América 2021.
| 8 de junio de 2021, 18:00 (UTC-5) | Colombia                        | 2:2 (0:2) | Argentina                 | Estadio Metropolitano, Barranquilla                                           |                                                                               |
|                                   | Muriel 51' (pen.) · Borja 90+4' | Reporte   | C. Romero 3' · Paredes 8' | Asistencia: 10 000 espectadores Árbitro(s): Roberto Tobar VAR: Julio Bascuñán | Asistencia: 10 000 espectadores Árbitro(s): Roberto Tobar VAR: Julio Bascuñán |

| Uniformes | Uniformes |
| --------- | --------- |
|           |           |

#### Jornada 9 - Venezuela vs. Argentina
| 2 de septiembre de 2021, 20:00 (UTC-4) | Venezuela            | 1:3 (0:1) | Argentina                                         | Estadio Olímpico de la UCV, Caracas                                            |                                                                                |
|                                        | Soteldo 90+4' (pen.) | Reporte   | L. Martínez 45+2' · J. Correa 71' · Á. Correa 74' | Asistencia: 6 000 espectadores Árbitro(s): Leodán González VAR: Cristián Garay | Asistencia: 6 000 espectadores Árbitro(s): Leodán González VAR: Cristián Garay |

| Uniformes | Uniformes |
| --------- | --------- |
|           |           |

#### Jornada 6 - Brasil vs. Argentina
| 5 de septiembre de 2021, 16:00 (UTC-3)                       | Brasil | vs.     | Argentina | Neo Química Arena, São Paulo                                                  |                                                                               |
|                                                              |        | Reporte |           | Asistencia: 12 000 espectadores Árbitro(s): Jesús Valenzuela VAR: Jhon Ospina | Asistencia: 12 000 espectadores Árbitro(s): Jesús Valenzuela VAR: Jhon Ospina |
| El partido se suspendió a los 6 minutos con el marcador 0:0. |        |         |           |                                                                               |                                                                               |

| Uniformes | Uniformes |
| --------- | --------- |
|           |           |

#### Jornada 10 - Argentina vs. Bolivia
| 9 de septiembre de 2021, 20:30 (UTC-3) | Argentina           | 3:0 (1:0) | Bolivia | Estadio Monumental, Buenos Aires                                              |                                                                               |
|                                        | Messi 14', 64', 88' | Reporte   |         | Asistencia: 21 100 espectadores Árbitro(s): Kevin Ortega VAR: Víctor Carrillo | Asistencia: 21 100 espectadores Árbitro(s): Kevin Ortega VAR: Víctor Carrillo |

| Uniformes | Uniformes |
| --------- | --------- |
|           |           |

#### Jornada 11 - Paraguay vs. Argentina
| 7 de octubre de 2021, 20:00 (UTC-3) | Paraguay | 0:0     | Argentina | Estadio Defensores del Chaco, Asunción                                         |                                                                                |
|                                     |          | Reporte |           | Asistencia: 34 000 espectadores Árbitro(s): Anderson Daronco VAR: Rafael Traci | Asistencia: 34 000 espectadores Árbitro(s): Anderson Daronco VAR: Rafael Traci |

| Uniformes | Uniformes |
| --------- | --------- |
|           |           |

#### Jornada 5 - Argentina vs. Uruguay
| 10 de octubre de 2021, 20:30 (UTC-3) | Argentina                                 | 3:0 (2:0) | Uruguay | Estadio Monumental, Buenos Aires                                              |                                                                               |
|                                      | Messi 38' · De Paul 44' · L. Martínez 62' | Reporte   |         | Asistencia: 35 000 espectadores Árbitro(s): Roberto Tobar VAR: Julio Bascuñán | Asistencia: 35 000 espectadores Árbitro(s): Roberto Tobar VAR: Julio Bascuñán |

| Uniformes | Uniformes |
| --------- | --------- |
|           |           |

#### Jornada 12 - Argentina vs. Perú
| 14 de octubre de 2021, 20:30 (UTC-3) | Argentina       | 1:0 (1:0) | Perú | Estadio Monumental, Buenos Aires                                             |                                                                              |
|                                      | L. Martínez 43' | Reporte   |      | Asistencia: 36 000 espectadores Árbitro(s): Wilton Sampaio VAR: Wagner Reway | Asistencia: 36 000 espectadores Árbitro(s): Wilton Sampaio VAR: Wagner Reway |

| Uniformes | Uniformes |
| --------- | --------- |
|           |           |

#### Jornada 13 - Uruguay vs. Argentina
| 12 de noviembre de 2021, 20:00 (UTC-3) | Uruguay | 0:1 (0:1) | Argentina   | Estadio Campeón del Siglo, Montevideo                                          |                                                                                |
|                                        |         | Reporte   | Di María 7' | Asistencia: 30 000 espectadores Árbitro(s): Alexis Herrera VAR: Julio Bascuñán | Asistencia: 30 000 espectadores Árbitro(s): Alexis Herrera VAR: Julio Bascuñán |

| Uniformes | Uniformes |
| --------- | --------- |
|           |           |

#### Jornada 14 - Argentina vs. Brasil
| 16 de noviembre de 2021, 20:30 (UTC-3) | Argentina | 0:0     | Brasil | Estadio del Bicentenario, San Juan                                             |                                                                                |
|                                        |           | Reporte |        | Asistencia: 25 000 espectadores Árbitro(s): Andrés Cunha VAR: Esteban Ostojich | Asistencia: 25 000 espectadores Árbitro(s): Andrés Cunha VAR: Esteban Ostojich |

| Uniformes | Uniformes |
| --------- | --------- |
|           |           |

#### Jornada 15 - Chile vs. Argentina
| 27 de enero de 2022, 21:15 (UTC-3) | Chile        | 1:2 (1:2) | Argentina                     | Estadio Zorros del Desierto, Calama                                           |                                                                               |
|                                    | Brereton 20' | Reporte   | Di María 9' · L. Martínez 34' | Asistencia: 8 800 espectadores Árbitro(s): Anderson Daronco VAR: Rafael Traci | Asistencia: 8 800 espectadores Árbitro(s): Anderson Daronco VAR: Rafael Traci |

| Uniformes | Uniformes |
| --------- | --------- |
|           |           |

#### Jornada 16 - Argentina vs. Colombia
| 1 de febrero de 2022, 20:30 (UTC-3) | Argentina       | 1:0 (1:0) | Colombia | Estadio Mario Alberto Kempes, Córdoba                                       |                                                                             |
|                                     | L. Martínez 29' | Reporte   |          | Asistencia: 50 000 espectadores Árbitro(s): Raphael Claus VAR: Wagner Reway | Asistencia: 50 000 espectadores Árbitro(s): Raphael Claus VAR: Wagner Reway |

| Uniformes | Uniformes |
| --------- | --------- |
|           |           |

#### Jornada 17 - Argentina vs. Venezuela
| 25 de marzo de 2022, 20:30 (UTC-3) | Argentina                               | 3:0 (1:0) | Venezuela | La Bombonera, Buenos Aires                                                    |                                                                               |
|                                    | González 35' · Di María 79' · Messi 82' | Reporte   |           | Asistencia: 42 000 espectadores Árbitro(s): Kevin Ortega VAR: Víctor Carrillo | Asistencia: 42 000 espectadores Árbitro(s): Kevin Ortega VAR: Víctor Carrillo |

| Uniformes | Uniformes |
| --------- | --------- |
|           |           |

#### Jornada 18 - Ecuador vs. Argentina
| 29 de marzo de 2022, 18:30 (UTC-5) | Ecuador        | 1:1 (0:1) | Argentina   | Estadio Monumental, Guayaquil                                                |                                                                              |
|                                    | Valencia 90+3' | Reporte   | Álvarez 24' | Asistencia: 59 000 espectadores Árbitro(s): Raphael Claus VAR: Nicolás Gallo | Asistencia: 59 000 espectadores Árbitro(s): Raphael Claus VAR: Nicolás Gallo |

| Uniformes | Uniformes |
| --------- | --------- |
|           |           |

## Estadísticas

### Generales
| 39 | 17 | 11 | 6 | 0 | 27 | 8 | +19 |

| 21 | 9 | 6 | 3 | 0 | 14 | 2 | +12 |

| 18 | 8 | 5 | 3 | 0 | 13 | 6 | +7 |

### Goleadores
| #     | Jugador          | Anotado | PJ | Prom. | Jugada | Cabeza | Tiro libre | Penal |
| ----- | ---------------- | ------- | -- | ----- | ------ | ------ | ---------- | ----- |
| 1     | Lautaro Martínez | 7       | 14 | 0.5   | 6      | 1      | 0          | 0     |
|       | Lionel Messi     | 7       | 15 | 0.47  | 5      | 0      | 0          | 2     |
| 2     | Nicolás González | 3       | 11 | 0.27  | 2      | 1      | 0          | 0     |
|       | Ángel di María   | 3       | 13 | 0.23  | 3      | 0      | 0          | 0     |
| 3     | Joaquín Correa   | 2       | 9  | 0.22  | 2      | 0      | 0          | 0     |
| 4     | Julián Álvarez   | 1       | 6  | 0.17  | 1      | 0      | 0          | 0     |
|       | Ángel Correa     | 1       | 7  | 0.14  | 1      | 0      | 0          | 0     |
|       | Cristian Romero  | 1       | 7  | 0.14  | 0      | 1      | 0          | 0     |
|       | Leandro Paredes  | 1       | 14 | 0.07  | 1      | 0      | 0          | 0     |
|       | Rodrigo de Paul  | 1       | 16 | 0.06  | 1      | 0      | 0          | 0     |
|       | En propia puerta | 0       | 16 | 0     | 0      | 0      | 0          | 0     |
| Total | Total            | 27      | 17 | 1.59  | 22     | 3      | 0          | 2     |

### Anotaciones destacadas

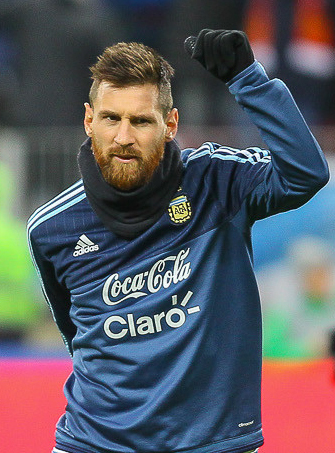
Lionel Messi, único jugador de Argentina en convertir un triplete en el torneo.

Listado de tripletas o hat-tricks (3), póker de goles (4) y manos (5) anotados por un jugador en un mismo encuentro.
| Fecha                   | Jugador      | Goles                                         | Rival   | Resultado | Fecha |
| ----------------------- | ------------ | --------------------------------------------- | ------- | --------- | ----- |
| 9 de septiembre de 2021 | Lionel Messi | Gol a los 14' · Gol a los 64' · Gol a los 88' | Bolivia | 3:0 (1:0) | 10    |

### Asistencias

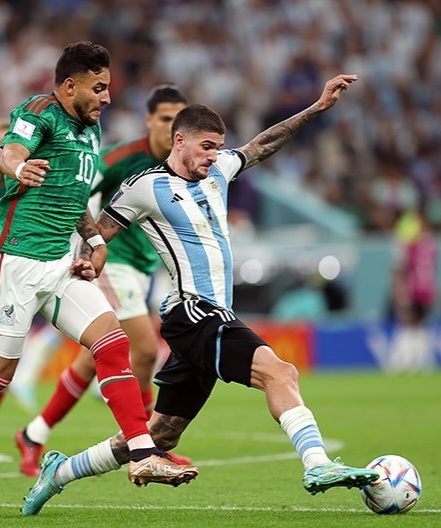
Rodrigo de Paul, máximo asistidor de Argentina en el torneo.

| #     | Jugador          | Asistencia | Jugada | Cabeza | Tiro libre | Saque de esquina |
| ----- | ---------------- | ---------- | ------ | ------ | ---------- | ---------------- |
| 1     | Rodrigo de Paul  | 5          | 4      | 0      | 1          | 0                |
| 2     | Giovani Lo Celso | 4          | 3      | 0      | 0          | 1                |
| 3     | Lautaro Martínez | 3          | 3      | 0      | 0          | 0                |
| 4     | Leandro Paredes  | 2          | 2      | 0      | 0          | 0                |
| 5     | Ángel di María   | 1          | 1      | 0      | 0          | 0                |
|       | Nahuel Molina    | 1          | 1      | 0      | 0          | 0                |
|       | Nicolás González | 1          | 1      | 0      | 0          | 0                |
|       | Marcos Acuña     | 1          | 1      | 0      | 0          | 0                |
|       | Paulo Dybala     | 1          | 1      | 0      | 0          | 0                |
| Total | Total            | 19         | 17     | 0      | 1          | 1                |

### Arqueros

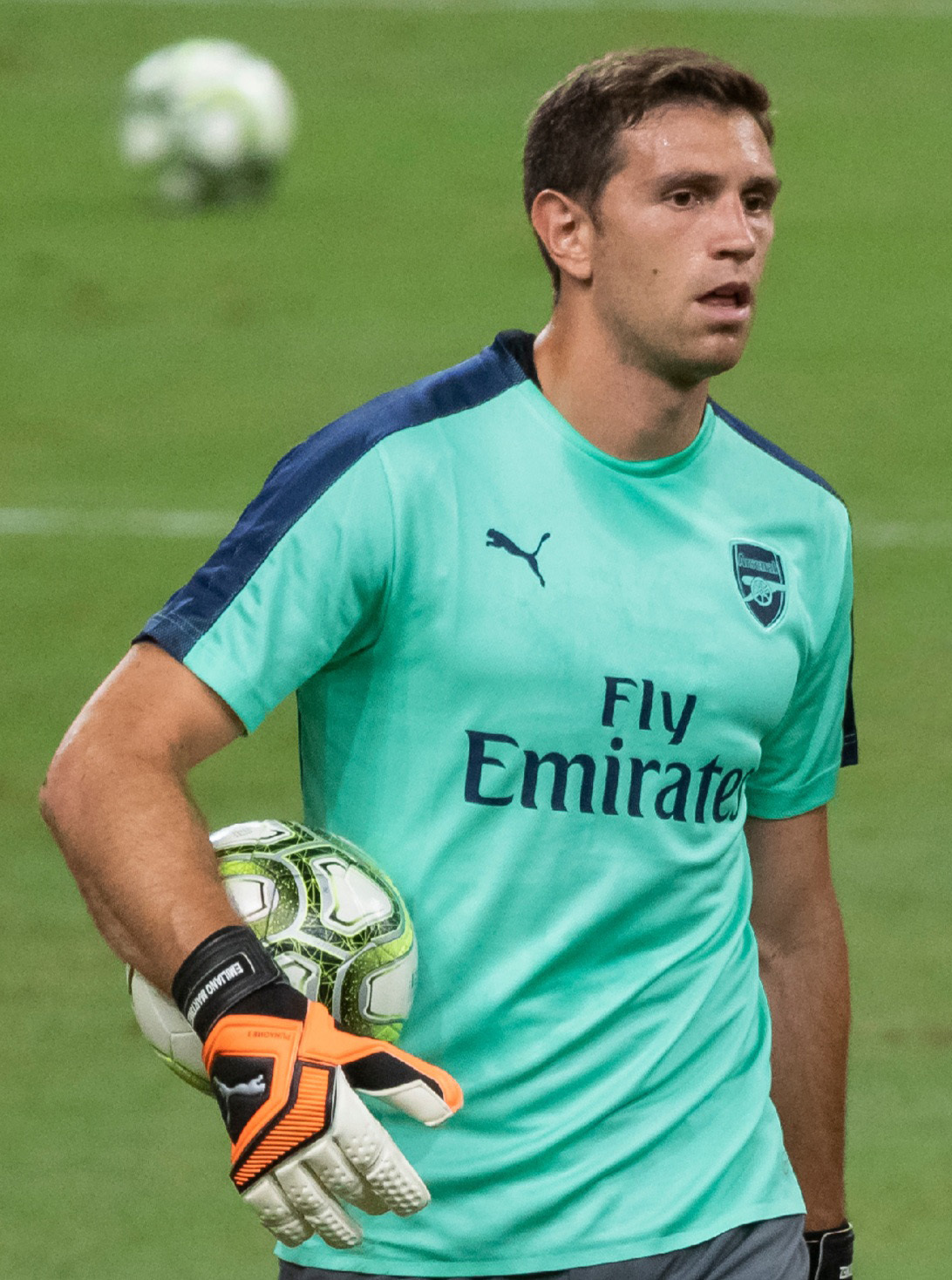
Emiliano Martínez mantuvo su arco sin goles en 7 de 10 partidos jugados.

| #     | Jugador           | Gol anulado | PJ | Prom. | VI | Jugada | Cabeza | Tiro libre | Penal |
| ----- | ----------------- | ----------- | -- | ----- | -- | ------ | ------ | ---------- | ----- |
| 1     | Emiliano Martínez | 3           | 10 | 0.3   | 7  | 1      | 1      | 0          | 1     |
| 2     | Franco Armani     | 2           | 5  | 0.4   | 3  | 0      | 1      | 0          | 1     |
| 3     | Juan Musso        | 0           | 1  | 0     | 1  | 0      | 0      | 0          | 0     |
| 4     | Agustín Marchesín | 2           | 1  | 2     | 0  | 0      | 1      | 0          | 1     |
|       | Gerónimo Rulli    | 1           | 1  | 1     | 0  | 1      | 0      | 0          | 0     |
| Total | Total             | 8           | 17 | 0.47  | 10 | 2      | 3      | 0          | 3     |

### Tarjetas disciplinarias

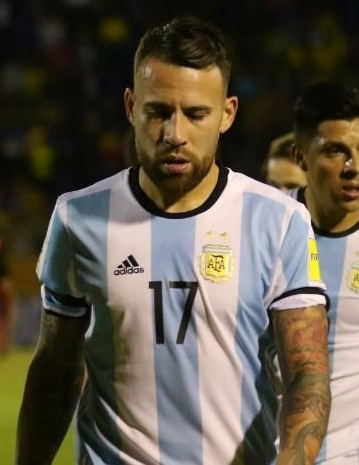
Nicolás Otamendi, el jugador de Argentina con más amonestaciones.

| #     | Jugador             | Amonestado | Otorgado · Expulsado | Expulsado | Sanción    |
| ----- | ------------------- | ---------- | -------------------- | --------- | ---------- |
| 1     | Nicolás Otamendi    | 5          | 0                    | 0         | 2 partidos |
| 2     | Leandro Paredes     | 4          | 0                    | 0         | 2 partidos |
| 3     | Cristian Romero     | 3          | 0                    | 0         | 1 partido  |
|       | Nicolás Tagliafico  | 3          | 0                    | 0         | 1 partido  |
| 4     | Germán Pezzella     | 2          | 0                    | 0         | 1 partido  |
|       | Gonzalo Montiel     | 2          | 0                    | 0         | 1 partido  |
|       | Marcos Acuña        | 2          | 0                    | 0         | 1 partido  |
|       | Rodrigo de Paul     | 2          | 0                    | 0         | 1 partido  |
| 5     | Lisandro Martínez   | 1          | 0                    | 0         |            |
|       | Lucas Ocampos       | 1          | 0                    | 0         |            |
|       | Alexis Mac Allister | 1          | 0                    | 0         |            |
|       | Giovani Lo Celso    | 1          | 0                    | 0         |            |
|       | Nicolás Domínguez   | 1          | 0                    | 0         |            |
|       | Exequiel Palacios   | 1          | 0                    | 0         |            |
|       | Paulo Dybala        | 1          | 0                    | 0         |            |
| Total | Total               | 30         | 0                    | 0         |            |

## Resultado final
| Argentina                      |
| Clasificado                    |
| Copa Mundial de Fútbol de 2022 |
| 18.° participación             |